# タイガン (犬種)
タイガン（英：Taigan）とは、キルギス側の天山山脈原産の古代サイトハウンド犬種である。犬種名は現地語で「速い」を意味する言葉に由来する。別名はキルギス・ボルゾイ（英：Kyrgyz Borzoi）であるが、ボルゾイとのかかわりは全くない。

## 歴史
約4000年前から存在していたとも言われている、かなり古い犬種である。サルーキが現地に持ち込まれて山岳猟用に改良されて誕生した。主に山羊の野生種や羊、狐、アナグマ、狼、山猫の狩りに使われた。パック若しくは単独で狩猟が行われ、起伏の激しい山の中で頭脳を駆使して追いかけ、逃げられないような場所まで追い詰めて捕らえた。
もとから地域限定で数の少ない犬種ではあるが、他地域から入ってきたタズィやアフガン・ハウンドとの交雑が進み、絶滅の危機に陥ってしまった。しかし、歴史ある古代犬種を絶滅させまいとしてキルギスとロシアがブリーディングを進め、現在では世界中に1000頭のタイガンが飼育されるまでになった。なお、数はこのように年々増加しているが、ほとんどがキルギスとロシアにしかいないため、日本では飼育されていない犬種である。
今まで長年の間どのケネルクラブからも公認されていなかった犬種ではあったが、2009年にロシア、ウクライナ、ベラルーシ、カザフスタン、ウズベキスタン、エストニア、ラトビア、リトアニア、ハンガリー、ポーランドのケネルクラブによって本種が公認犬種として登録された。しかし、FCIにはいまだ公認されていない犬種である。

## 特徴
サイトハウンドのため、マズル・首・胴・脚・尾が長い。耳は垂れ耳で、尾は縦に角ばった螺旋を巻いた垂れ尾。耳・尾は飾り毛がある。コートはウエーブがかった厚いロングコートで、ダブルコート構造のため寒さに強い。このコートは原産地が高度3000Mの寒さが厳しい山中であったため発達した。毛色はいろいろであるが、四肢とおなか、尾先、マズル、額のフレーズなどはホワイトである。体高65～70cmの大型犬で、性格は穏やかで落ち着きがあるが、勇敢な一面もある。状況判断が良く、しつけの飲み込みも早い。体力は凄まじく多い。

## 参考
『デズモンド・モリスの犬種事典』（誠文堂新光社）デズモンド・モリス著書、福山英也、大木卓訳 誠文堂新光社、2007年